# Antoine de Saint-Exupéry
Antoine Marie Jean-Baptiste Roger de Saint-Exupéry (wym. [ɑ̃twan də sɛ̃t‿ɛɡzypeʁi]; ur. 29 czerwca 1900 w Lyonie, zm. 31 lipca 1944 w Marsylii) – francuski pilot, pisarz i poeta. Autor Małego Księcia (1943), jednego z najważniejszych utworów literackich XX wieku.

## Życiorys
Urodził się w Lyonie w rodzinie arystokratycznej jako syn hrabiego Jeana de Saint-Exupéry. Gdy miał 4 lata, zmarł jego ojciec, a Antoine z matką oraz rodzeństwem zamieszkali w zamku u ciotki. Uczył się w szkołach katolickich prowadzonych przez jezuitów. W wieku 12 lat odbył pierwszy lot samolotem jako pasażer. Zamierzał wstąpić do szkoły morskiej, nie zdał jednak egzaminu wstępnego. W 1919 podjął studia na Wydziale Architektury Akademii Sztuk Pięknych. W 1921 r. uzyskał kwalifikacje pilota cywilnego, a rok później – pilota wojskowego w centrum szkolenia pilotów wojskowych w Istres. W lotnictwie wojskowym służył krótko, gdyż wskutek wypadku, w którym został ranny, przeniesiono go w 1923 do rezerwy w stopniu podporucznika.
W październiku 1926 podjął pracę w Towarzystwie Lotniczym Latécoère, latając pomiędzy Francją i Afryką, głównie przewożąc pocztę, na trasie Tuluza – Casablanca – Dakar. Od 1929 do 1931 pracował jako dyrektor oddziału Latécoère Aeroposta Argentina w Argentynie, gdzie poznał Consuelę Suncin Sandoval de Gómez, z którą ożenił się w kwietniu 1931 po powrocie do Francji. Wykonując swoją pracę w oddziale Latécoère Aeroposta Argentina, kilkukrotnie lądował na brazylijskiej wyspie Santa Catarina. We Francji nadal latał w służbie pocztowej, a od 1934 r. pracował w dziale propagandy Air France. W grudniu 1935 podjął próbę rekordowego przelotu na trasie Paryż – Sajgon samolotem Caudron Simoun, ale rozbił maszynę na Pustyni Libijskiej. Podczas wojny domowej w Hiszpanii był korespondentem prasy francuskiej. W styczniu 1938 podjął próbę przelotu na trasie Nowy Jork – Ziemia Ognista, lecz w Gwatemali uległ wypadkowi. Odniósł przy tym poważne obrażenia, których skutkiem był trwały niedowład lewego ramienia.
Doświadczenia lotnicze Antoine’a de Saint-Exupéry znalazły odbicie w jego twórczości. Pierwsze opowiadanie L’Aviateur (Lotnik) opublikował w 1926, a w 1928 wydał powieść Courrier sud (Poczta na południe). W 1931 napisał Nocny lot, a w 1939 – Ziemię, planetę ludzi, za którą otrzymał Grand Prix Akademii Francuskiej.

### II wojna światowa
Po wybuchu II wojny światowej jako kapitan latał we francuskim dywizjonie rozpoznawczym GR II/33 stacjonującym w Orconte w Szampanii, wykonując kilka lotów bojowych. Po zajęciu Francji przez Niemcy został ze swą eskadrą ewakuowany do Algieru (17 czerwca 1940), a następnie po demobilizacji powrócił do Francji. W grudniu 1940 przedostał się przez Portugalię do USA, gdzie zajmował się pisarstwem.
Pobyt na emigracji trwał dwa i pół roku i zaowocował trzema utworami: Pilot wojenny (luty 1942), List do zakładnika (luty 1943) oraz Mały Książę (kwiecień 1943). Mimo zaawansowanego wieku jak na pilota bojowego (wiek pilotów wojskowych nie mógł przekraczać 35 lat, a pisarz miał 43 lata), wykorzystując swe możliwości i wpływy, uzyskał przydział do lotnictwa Wolnych Francuzów, podległego amerykańskiemu dowództwu. Latał w dywizjonie rozpoznawczym GR II/33 na dwusilnikowych szybkich samolotach rozpoznawczych F-5B Lightning (wersja myśliwca P-38). Po wykonaniu dwóch misji bojowych 14 czerwca i 21 lipca 1943 z Tunezji nad Francję, uszkodził samolot przy lądowaniu i został w lotach zawieszony. Przywrócony do nich 16 maja 1944, latał w misjach rozpoznawczych z Korsyki. Awansowany do stopnia majora. 31 lipca 1944 o 8.45 wystartował P-38 do dziewiątego lotu bojowego z zadaniem wykonania zdjęć zgrupowania niemieckich wojsk koło Lyonu, z którego już nie powrócił.

### Tajemnica śmierci
Przez wiele lat dokładny los samolotu Antoine’a de Saint-Exupéry nie był znany, krążyły też różne hipotezy co do przyczyny jego śmierci, włączając w to samobójstwo. W 1998 rybak wyłowił z Morza Śródziemnego w okolicy Marsylii bransoletkę należącą do pisarza, aczkolwiek podejrzewano fałszerstwo. W 2003 jednak odnaleziono na dnie morza części jego samolotu, zidentyfikowane w 2004 dzięki zachowanym numerom seryjnym. Przekazano je następnie w charakterze eksponatów do Muzeum Lotnictwa i Astronautyki Le Bourget. Jego maszyna zatonęła w pobliżu wysp Frioul, niedaleko Marsylii. Najprawdopodobniej została zestrzelona przez niemiecki myśliwiec Fw 190 A-8 pilotowany przez Roberta Heichelle, który zgłaszał zestrzelenie atakującego go Lightninga z francuskimi znakami 31 lipca ok. godz. 12:06. Do zestrzelenia Saint-Exupéry’ego przyznał się też w książce Saint-Exupéry: Ostatnia tajemnica (autorzy: Jacques Pradel i Luc Vanrell) niemiecki pilot Horst Rippert.

## Kwestia praw autorskich
1 stycznia 2015, zgodnie ze współczesnym prawem o wygaśnięciu praw autorskich 70 lat po śmierci autora w większości krajów (także w Polsce), wszystkie utwory pisarza w języku francuskim weszły do domeny publicznej, przez co stały się „własnością publiczną”, będąc dostępne dla każdego dla wykorzystania w dowolnym celu (wygaśnięcie tych praw nie dotyczy jednak tłumaczeń utworów, które nadal podlegają prawom autorskim do 70 lat od śmierci tłumacza).
Natomiast we Francji na wniosek fundacji jego imienia, Antoine de Saint-Exupéry otrzymał status poległego za Francję, który wydłuża okres ochrony prawno-autorskiej jego utworów o 30 lat i wejdą one do domeny publicznej dopiero w 2044.

Herb de Saint-Exupéry
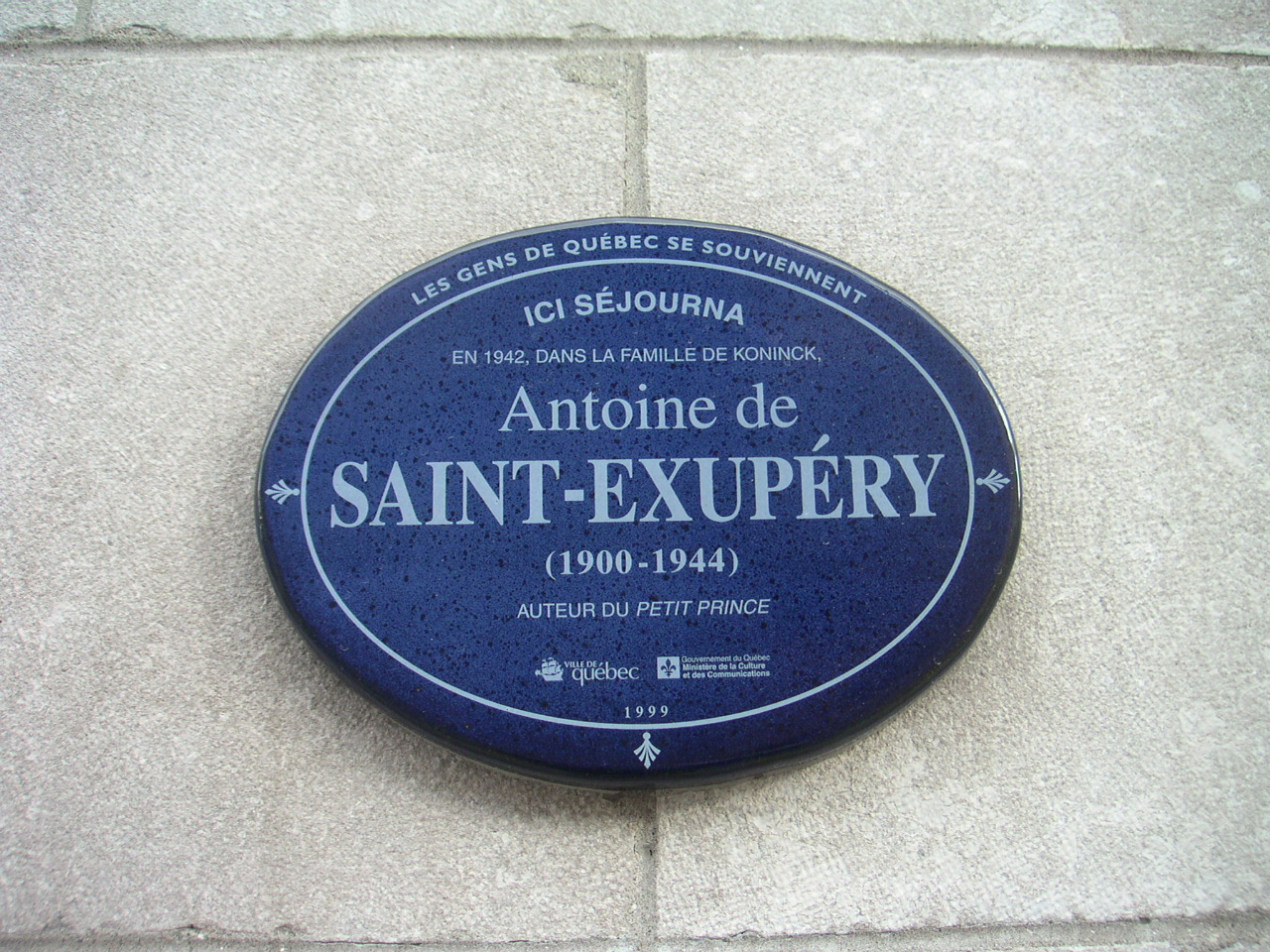
Tablica w Quebecu
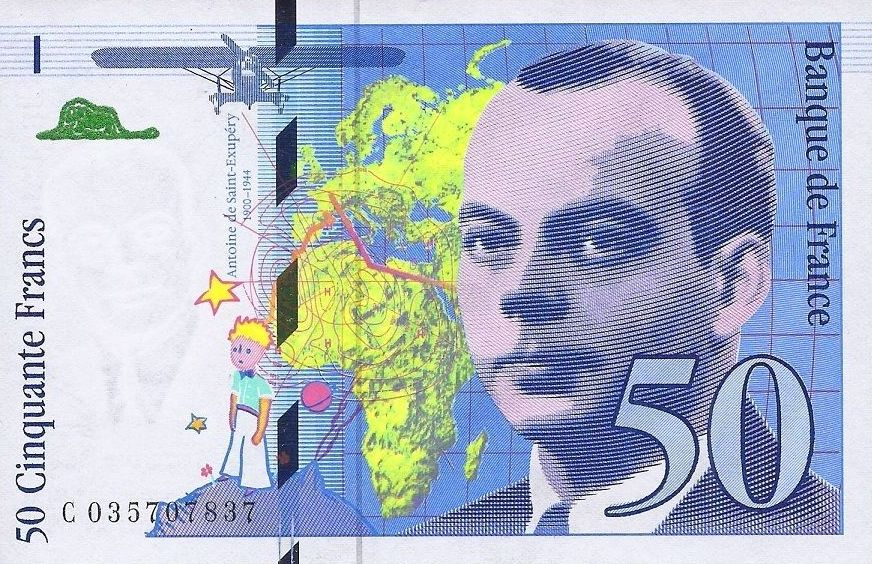
Banknot francuski o nominale 50 franków

## Twórczość
Najbardziej znanym utworem pisarza jest Mały Książę (Le Petit Prince), ukończony w 1943 – filozoficzna baśń dla dzieci i dorosłych; pierwsze polskie wydanie ukazało się w 1947. Ponadto napisał:
- Poczta na południe (Courrier sud; 1928)
- Nocny lot (Vol de nuit; 1931, w 1933 w Polsce; opowiadanie),
- Ziemia, planeta ludzi (Terre des hommes; 1939, w 1957 w Polsce; opowiadanie)
- Pilot wojenny (Pilote de guerre; 1942, w 1970 w Polsce; opowiadanie)
- List do zakładnika (Lettre à l’otage;1943)
- Twierdza (Citadelle; napisana w 1944 wydana pośmiertnie w 1948)